# Miss Bolivia Mundo
Miss Bolivia Mundo  es un título de belleza femenina. También se conoce así al certamen que lo confiere y que se celebra anualmente juzgando la belleza integral, la elegancia, la personalidad, el porte, la pose, la comunicación y la seguridad de candidatas provenientes de diferentes regiones y/o departamentos del país. Al igual que ocurre con el título Miss Bolivia Universose dice que la portadora es «la mujer más bella del país». La ganadora del título lo lleva por un periodo de alrededor de un año, añadiendo a él, el año en que lo ganó. Fernanda Rivero es la actual Miss Bolivia Mundo.
Miss Bolivia Mundo es un concurso nuevo pero con una reconocible aceptación nacional. Los dueños actuales del certamen son la Agencia Promociones Gloria, cuya presidenta es Gloria Suárez de Limpias. Dicha empresa organiza el concurso y sus dos certámenes hermanos, Miss Bolivia Universo, Míster Bolivia y otros títulos que le confieren. Esta misma organización mantiene, comercia y agenda las actividades y necesidades de las tres portadoras de los títulos, siendo su imagen principal la Miss Bolivia Mundo en funciones.
La final de Miss Bolivia Mundo es un gran acontecimiento anual de televisión en vivo, (antes Unitel, a partir del 2017 se emitió la Red naranja Red Uno) visto en los nueve departamentos de Bolivia.
La portadora del título, representa a Bolivia en el Miss Mundo.

## Historia
Andrea Forfori fue coronada Miss Bolivia Mundo 2014, esta fue la primera edición que se eligió de manera separada, siendo el caso que todas competían por la corona del Miss Bolivia Universo 2014, la noche final del evento del 2014, primero se eligió a la ganadora del Miss Bolivia Mundo, siendo así acreedora Andrea Forfori, Miss Litoral, 1.ª Finalista fue Eloísa Gutiérrez (Miss Chuquisaca) y 2.ª Finalista fue Yoselin Toro (Srta Santa Cruz), pero las finalista siguieron en competencia por la corona del Miss Bolivia Universo, Fue la primera "Miss Bolivia Mundo" de la historia reciente del "Miss Bolivia", que fue coronada de manera separada, que al llegar al Miss Mundo 2014 llegó a estar entre el Top 25 de las finalistas. Hasta la edición del 2013, la representante de Boliviaa en el Miss Mundo se escogía en el Miss Bolivia sin embargo luego del Miss Mundo 2013 atendiendo al requerimiento de la Organización Miss Mundo y luego de una reunión sostenida entre su presidenta la señora Julia Morley y su homóloga Gloria Suárez de Limpias, la Agencia Promociones Gloria tomó la decisión de ajustar los parámetros de la realización del certamen Miss Bolivia, dividiéndolo en dos eventos: uno para coronar a las representantes para Miss Universo, Miss Internacional, Miss Tierra, Miss Supranacional y Miss Grand Internacional; y otro para seleccionar a la representante venezolana para el Miss Mundo.
Bajo la dirección de Promociones Gloria, Bolivia se ha adjudicado varias clasificaciones entre las finalistas mas no coronas en el Miss Mundo, con 5 clasificaciones; La última boliviana en clasificar en Miss Mundo fue Andrea Forfori en 2014.
Tradicionalmente, el desfile dura aproximadamente 1 o 2 horas y se lleva a cabo entre agosto y septiembre en la Manzana Uno de Santa Cruz, para que todo el público disfrute de evento gratuito y de diversión. Este evento forma parte de la denominada Temporada de la Belleza. La candidatas en el concurso no se presentan como Miss, así que estas solo se representan por departamento o región.
Para la edición 2017 el concurso Miss Bolivia Mundo y Miss Bolivia Universo unieron sus concurso (cual no se pudo realizar el Miss Mundo por falta de tiempo y preparación para la nueva reina), donde 24 candidatas de todos los departamentos de Bolivia, concursaran por las coronase Miss Bolivia Universo, Miss Bolivia Mundo 2017, Miss Bolivia Internacional, Miss Bolivia Tierra y Reina Hispanoamericana Bolivia 2017, con el Logo de Belleza con Propósito del Miss Mundo se coronara a la nueva representante, a final de la noche Leyda Suárez, Miss Bolivia Mundo 2016 de Tarija coronara a su sucesora.
Para el 2019 Iciar Diaz logró la apertura en danzas del mundo en el Miss Mundo 2019 y Pcaarantar con un grupo de candidatas en la noche final del concurso.
Para el 2020 debido a la pandemia mundial del Covid-19 el concurso nacional se realizó en el mes de noviembre del mismo año, un concurso a puertas cerradas y por primera vez se realizaba en un estudio de televisión sin ninguna presencia de público, donde victoriosa  Alondra Mercado (Miss Beni), pero por motivo de pandemia la organización del Miss Mundo decidió posponer y dar de baja a la elección del 2020 así dejándolo la elección para noviembre del 2021, y es así que Alondra Mercado se convirtió en la primera Miss Bolivia Mundo en prepararse 1 año para competir por la corona mundial, el concurso se realizaba en San Juan, Puerto Rico donde más de 100 señoritas de todo el mundo disputaban por la corona, pero en media competencia las candidatas "la mayoría" incluyendo a nuestra Miss dieron positivo a Covid por lo cual a un día de la final del 16 de diciembre del 2021, la organización suspendió el concurso porque las candidatas se sentían muy mal de salud y todas tuvieron que volver a sus países y las que estaban positivas hicieron cuarentena por 20 días hasta dar negativo... El evento estaba previsto para realizarse durante el 16 de diciembre de 2021, pero debido a que la organización se enfrentó a un brote de COVID-19 previo a la final del concurso, decidieron posponerlo para los próximos 90 días, por lo que tocara el 16 de marzo del 2022. En fecha 24 de enero del  2022 la organización dio un comunicado que solo podrán asistir a la noche final las candidatas que lograron obtener su pase al Top 40, en lo cual nuestra Miss Bolivia Mundo 2020 Alondra Mercado no logró figurar en ninguna de las actividades previas al concurso quedando fuera de las finalistas.
La actual Miss Bolivia Mundo 2021 es Fernanda Rivero y representara a Bolivia en el Miss Mundo 2023

## Ganadoras del Miss Bolivia Mundo
| Año  | Ganadora                      | Procedencia                        | Procedencia                          | N.º Candidatas | Fecha                           |
| 2022 | María Fernanda Rivero Arteaga | Trinidad Beni                      | Estudio 5 de la Red UNO, Santa Cruz  | 21             | Sábado 28 de agosto de 2021     |
| 2021 | Alondra Mercado Campos        | Trinidad Beni                      | Estudio 5 de la Red UNO, Santa Cruz  | 21             | Sábado 14 de noviembre de 2020  |
| 2019 | Iciar Díaz Camacho            | San Igancio de Velasco, Santa Cruz | Salón Sirionó dela FexPo, Santa Cruz | 22             | Sábado 29 de junio de 2019      |
| 2018 | Vanessa Vargas Gonzales       | Cercado Cochabamba                 | Salón Sirionó dela FexPo, Santa Cruz | 24             | Sábado 23 de junio de 2018      |
| 2017 | Yasmin Pinto Solar            | Buena Vista, Santa Cruz            | Salón Sirionó dela FexPo, Santa Cruz | 24             | Sábado 1 de julio de 2017       |
| 2016 | Leyda Lourdes Suárez Aldana   | Cercado, Tarija                    | Manzana Uno, Santa Cruz              | 12             | Sábado 25 de agosto de 2016     |
| 2015 | Vivían Susana Serrano Llanos  | Santa Cruz, Santa Cruz             | Manzana Uno, Santa Cruz              | 12             | Sábado 12 de septiembre de 2015 |
| 2014 | Neidy Andrea Forfori Aguilera | Camiri, Santa Cruz                 | Salón Sirionó dela FexPo, Santa Cruz | 23             | Sábado 25 de junio de 2014      |

## Representación a Nivel Internacional
- Muchas señoritas participaron en las edición del Miss Bolivia Mundo y representaron a Bolivia en diferente concursos de bellezas.

| Resultados en MBM                                                                             | Ganadora                     | Concurso Internacional                            | Sede                 | Resultados     |
| EDICIÓN DE SEÑORITAS QUE PARTICIPARON EN EL MISS BOLIVIA MUNDO 2015 Y REPRESENTARON A BOLIVIA |                              |                                                   |                      |                |
| Miss Bolivia Mundo 2015                                                                       | Vivían Susana Serrano Llanos | Miss Mundo 2015                                   | China                | No clasificó   |
| Miss Bolivia Mundo 2015                                                                       | Vivían Susana Serrano Llanos | Miss Eco Universo 2016                            | Grecia               | No clasificó   |
| Virreina MBM16                                                                                | Vinka Nemer Dartie           | Miss Tierra 2015                                  | Austria              | No clasificó   |
| No clasificò                                                                                  | Daniela Donoso Zavala        | Miss Súper Model Internacional 2015               | República Dominicana | No clasificò   |
| No clasificò                                                                                  | Kreshely Balcazar Arias      | Reinado Internacional de la Piña 2016             | Colombia             | Virreina       |
| EDICIÓN DE SEÑORITAS QUE PARTICIPARON EN EL MISS BOLIVIA MUNDO 2016 Y REPRESENTARON A BOLIVIA |                              |                                                   |                      |                |
| Miss Bolivia Mundo 2016                                                                       | Leyda Lourdes Suárez Aldana  | Miss Mundo 2016                                   | Estados Unidos       | No clasificó   |
| Miss Charity Queen Bolivia 2016                                                               | María René Rivero Suárez     | Charity Queen of One Power International 2016     | Vietnam              | por participar |
| Miss Charity Queen Bolivia 2016                                                               | María René Rivero Suárez     | Reina Hispanoamericana 2016                       | Bolivia              | No clasificó   |
| Miss Charity Queen Bolivia 2016                                                               | María René Rivero Suárez     | Miss Intercontinental 2016                        | Sri Lanka            | No clasificó   |
| Miss Wolrd Peace Bolivia 2016                                                                 | Diana Mariela Ascarrunz      | Miss World Peace 2016                             | Por conocer          | por participar |
| Miss Wolrd Peace Bolivia 2016                                                                 | Diana Mariela Ascarrunz      | Miss Tourims Queen of the Year Internacional 2016 | Polonia              | No clasificó   |
| Top 6 Finalista                                                                               | Esthefania Yabeta Arteaga    | New World Miss University 2017                    | China                | por participar |
| No clasificó                                                                                  | Lizzie Jaldin Chamarro       | Reinado internacional de la primavera 2016        | Perú                 | No clasificó   |
| No clasificò                                                                                  | Katherine Càceres Pérez      | Miss Asia Pasific Internacional 2016              | Filipinas            | No clasificó   |